# Мази, Энрико
Энрико Мази (итал. Enrico Masi; 25 сентября 1846, Кортона — 4 июня 1894, Рим) — итальянский скрипач.
Наиболее известен как вторая скрипка Флорентийского квартета в 1866—1880 гг., под руководством Жана Беккера. С 1881 года вторая скрипка так называемого Квинтета королевы, выступавшего под руководством Джованни Сгамбати и под патронатом итальянской королевы Маргариты; первый концерт квинтета состоялся 22 октября, в день 70-летия Ференца Листа, и включал его музыку.
В конце жизни занимал должность заместителя директора отдела музыкального образования в министерстве образования Италии.